# Oommen Chandy

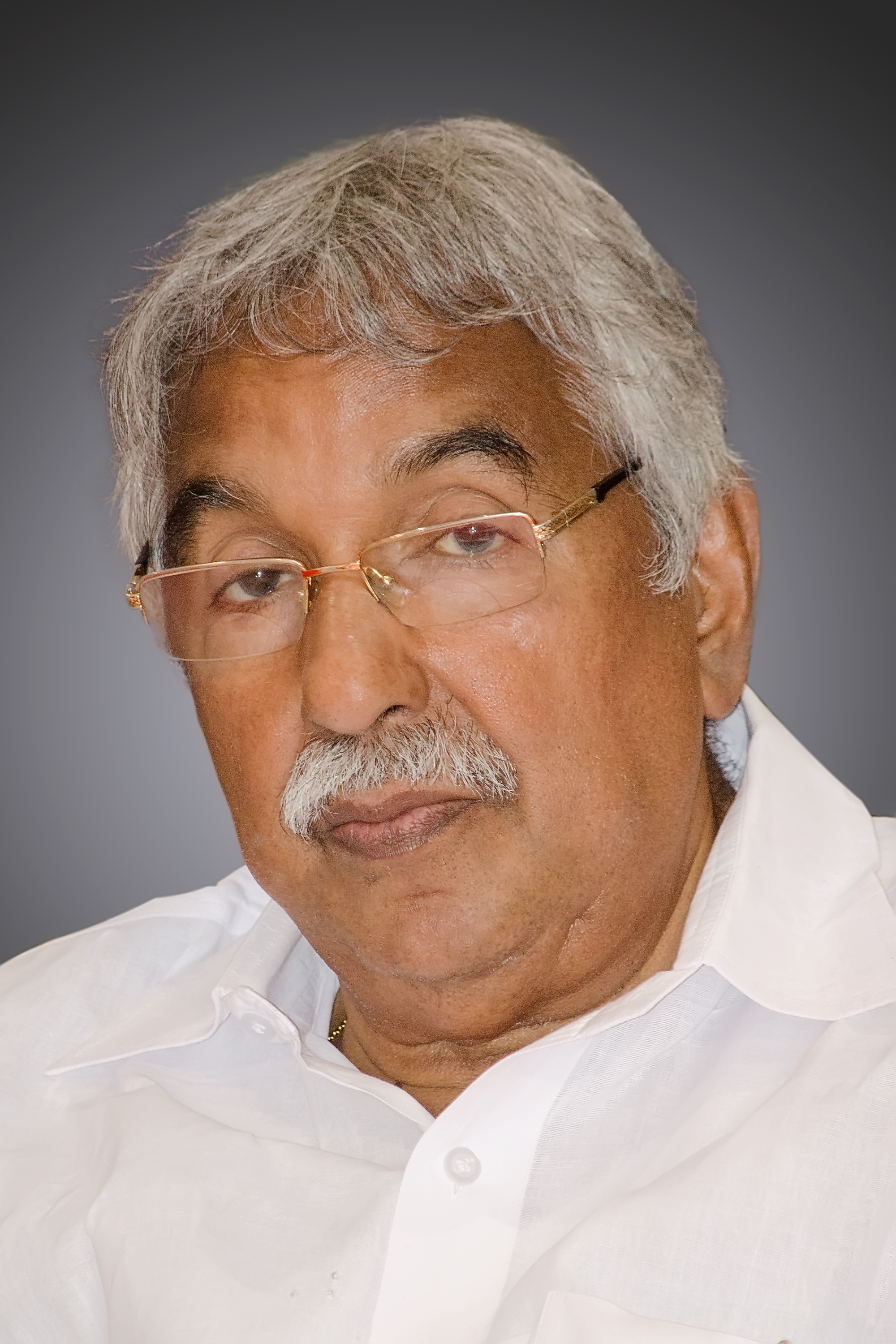
Oommen Chandy (2015)

Oommen Chandy (Malayalam: ഉമ്മൻ ചാണ്ടി [ˈumːən ˈtʃɑːɳɖi]; * 31. Oktober 1943 in Kumarakom; † 18. Juli 2023 in Bengaluru) war ein indischer Politiker (Indischer Nationalkongress) und war von 2011 bis 2016 Chief Minister (Regierungschef) des Bundesstaates Kerala. Zuvor hatte er das Amt bereits von 2004 bis 2006 bekleidet.

## Leben
Oommen Chandy wurde am 31. Oktober 1943 in Kumarakom im Distrikt Kottayam des heutigen Bundesstaates Kerala in eine Familie von Thomaschristen geboren. Er hat einen Bachelor-Abschluss in Rechtswissenschaft. Seine politische Karriere begann er über die Kerala Students Union (KSU), die Hochschulorganisation der Kongresspartei in Kerala. 1970 trat er erstmals erfolgreich bei den Parlamentswahlen in Kerala als Kandidat im Wahlkreis Puthuppally im Distrikt Kottayam an. Seitdem konnte er bei jeder Wahl (insgesamt zehn Mal) seinen Wahlkreis verteidigen. In den Kongress-geführten Regierungen Keralas bekleidete Oommen Chandy unter den Chief Ministern K. Karunakaran und A. K. Antony mehrmals für kürzere Zeit verschiedene Ministerämter: Von 1977 bis 1978 war er Arbeitsminister, 1981 bis 1982 Innenminister und von 1991 bis 1994 Finanzminister. Nach dem Rücktritt des amtierenden Chief Ministers A. K. Antony übernahm Oommen Chandy 2004 dessen Amt. Nachdem die Parlamentswahl 2006 an die Communist Party of India (Marxist) verloren gegangen war, verlor Chandy das Amt aber wieder und wurde zum Oppositionsführer. Die Wahl 2011 gewann wiederum die Kongresspartei, sodass Chandy 2011 wieder ins Amt des Chief Ministers zurückkehrte. Bei den Parlamentswahlen in Kerala 2016 gewann wieder die CPI(M) und Chandy trat als Chief Minister zurück.
Oommen Chandy starb im Juli 2023 im Alter von 79 Jahren.